# Гриневский, Илья Самсонович
Илья́ Самсо́нович Гринёвский (настоящая фамилия Шка́па; 25 июля 1898, местечко Гринёв, Черниговская губерния — 1993) — русский писатель-очеркист, прозаик.
Окончил Глуховский педагогический институт (1918). Участник Гражданской войны. Награждён медалями. Работал в «Крестьянской газете», журнале «Наши достижения». Член Союза писателей СССР (1935). В 1935-1955 годах репрессирован. Реабилитирован.

## Сочинения
- Железо и хлеб. — М., 1931.
- Лицом к лицу. — М., 1934.
- Своими глазами. — М., 1958.
- Семь лет с Горьким: Воспоминания. — М., 1964.
- Семь лет с Горьким: Воспоминания. — М., Советский писатель, 1990.